# Guerres Liège-Brabant
Batailles
- Siège de Maastricht (1204)
- Sac de Liège (1212)
- Bataille de Steps (1213)
- Siège de Maastricht (1267)
- Siège de Maastricht (1303)
- Siège de Maastricht (1334)
- Trêve de Booienhoven (1378)

Les guerres Liège-Brabant sont une série de guerres dans les XIIIe et XIVe siècles, entre la principauté de Liège et le duché de Brabant et leurs alliés. La série de treize ou quatorze batailles débute par le siège de Maastricht en 1204 (dans la région liégeoise le point de départ est le sac de Liège en 1212) et s'achève le 13 décembre 1378 avec la trêve de Booienhoven. Ces guerres avec la guerre de Succession du Limbourg (1283-1289), la guerre de succession de Looz (1336-1366) et la guerre de succession du Duché de Brabant (1355-1357) ont permis au Brabant et à Liège d'acquérir des territoires clés. Cependant, c'est le Brabant qui ressort comme la principale puissance régionale du pays mosan de ces luttes. Durant cette période, la principauté de Liège est le théâtre d'un autre conflit civil : la guerre des Awans et des Waroux (1296-1335).

## Historique

### Principauté de Liège
La principauté de Liège, qui émerge de l'ancien diocèse de Maastricht, acquiert à la fin du Xe siècle des droits seigneuriaux : l'évêque devient à partir de ce moment prince-évêque. La principauté laïque est beaucoup plus petite que le diocèse de Liège, mais est un facteur important dans la région frontalière entre la France et l'empire allemand. Vers 1200, la principauté acquiert le comté de Moha, territoire revendiqué par Henri Ier de Brabant. Le comté de Looz, qui sera définitivement annexé à la principauté de Liège au XIVe siècle, était déjà sous influence liégeoise à cette époque. Par contre, l'influence principautaire sur Maastricht déclina en faveur du duché de Brabant. Au début du XIIIe siècle, ces facteurs dégradèrent les relations entre le Brabant et Maastricht d'une part et Liège et Looz d'autre part. Les princes-évêques et les Bonnes Villes de Liège et de Looz s'unissent contre l'expansion du Brabant dans la zone Meuse-Rhin.

### Duché de Brabant
Le duché de Brabant est créé à la suite de l'association du comté de Brabant, du comté de Louvain et du comté de Bruxelles vers 1085. Au cours des siècles, le duché s'étendit de façon constante et en particulier dans le nord et l'est. Ces expansions viennent se heurter à la principauté de Liège qui avait également des allégations sur différents territoires du pays mosan. On perçoit un début de confrontation territoriale entre les deux rivaux lors de la bataille de Florennes en 1015. Vers 1200, le Brabant acquiert une position stratégique avec la double seigneurie de Maastricht. En 1244, le duché reçoit Heerlen et le comté de Dalhem. Le prestige du Brabant s’accroît rapidement après sa victoire à la bataille de Worringen en 1288 et l'acquisition du duché de Limbourg. Dans la même période, le Brabant acquiert aussi la seigneurie de Rolduc. Un peu plus tard, le comté de Fauquemont est lui aussi annexé. Le Brabant est alors en possession de trois Pays d'Outremeuse.

## Les guerres
Dans la série de guerres entre la  principauté de Liège et le duché de Brabant, cinq phases peuvent être distinguées, comportant chacune plusieurs batailles. Au cours de ces périodes, les pays ne sont pas en permanence en guerre les uns avec les autres. Pour la plupart des auteurs, on compte treize à quatorze conflits armés : 1204, 1212-1214, 1255-1257, 1267, 1273, 1276, 1291, 1295, 1303-1304, 1331-1335, 1337-1338, 1343-1344, 1356-1357 et 1377-1378. Les années qui suivirent furent relativement calmes marquées par des trêves fragiles, des négociations de paix ardues et même des alliances temporaires et des conflits avec d'autres ennemis.
Dans le conflit Liège-Brabant le statut de double seigneurie de Maastricht a joué un rôle important. L'accroissement de l'influence des ducs de Brabant dans la gestion de la ville a été contestée par les princes-évêques de Liège et le comte de Looz. Maastricht a été assiégée au moins cinq fois en cinquante ans. D'autres sujets de discordes portaient sur le comté de Moha, le comté de Looz et les villes de Saint-Trond et de Malines. En ce qui concerne Looz, un incident en 1190 illustre la précarité de la situation : lors de la diète de Schwäbisch Hall le duc de Brabant est appelé en tant que seigneur féodal du comté de Looz, le comté désigna alors rapidement l'évêque de Liège en tant que seigneur. Une autre difficulté apparaissait pour certaines zones appartenant territorialement aux ducs de Brabant, elles relevaient du diocèse de Liège et devaient donc reconnaître l'évêque de Liège en tant que leur chef spirituel. Cela concernait notamment la province néerlandaise du Brabant-du-Nord et les alentours de la ville de Louvain.

### Première phase (1204-1214)

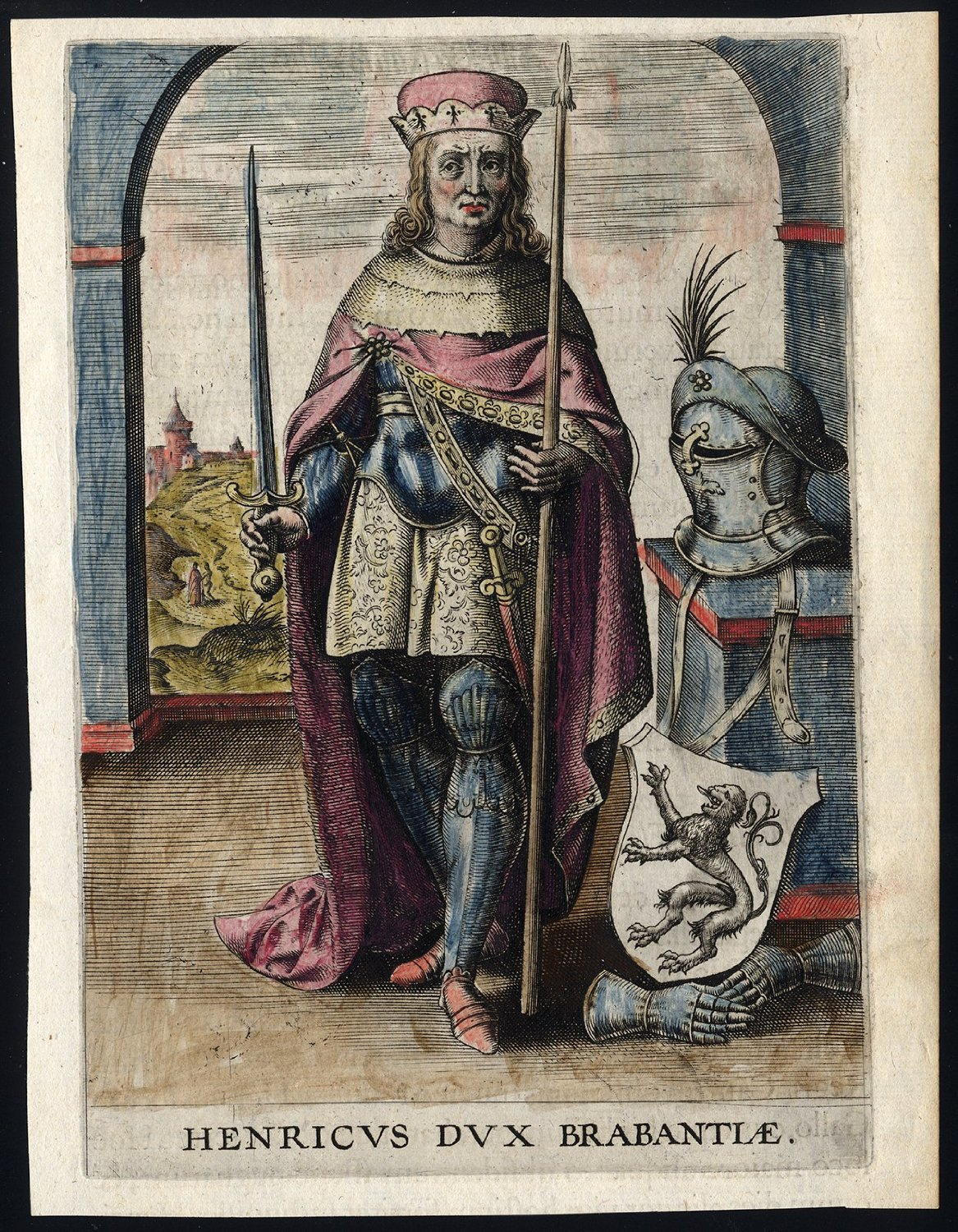
Henri Ier de Brabant

Vers 1200, les luttes pour la succession dans le Saint-Empire romain entre les Hohenstaufen et les Welf ont des conséquences dans le Pays mosan. Ils se disputaient les faveurs du prince-évêque de Liège et du duc de Brabant. En septembre 1202, le roi Otton IV donne au duc Henri Ier de Brabant la partie de la ville de Maastricht qui appartenait encore à l'Empire, le comté de Vroenhoven et les Terres de rédemption. Cette donation comprenait également la tutelle sur les riches chapitre de Saint-Servais à Maastricht et doyenné de Meerssen. En 1204, le roi Philippe de Souabe, qui à l'époque possédait réellement les pouvoirs d'empereur du Saint-Empire, confirme ce don qui ignore complètement les droits ancestraux des évêques de Liège dans cette région.

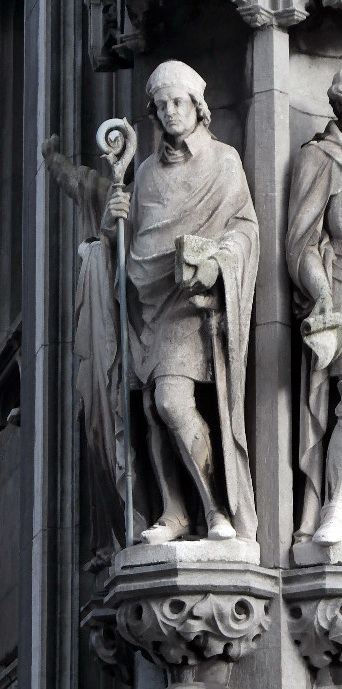
Hugues de Pierrepont

L'évêque Hugues de Pierrepont est mécontent de l'arrivée au pouvoir des ducs de Brabant à Maastricht. L'irritation de Pierrepont est alimentée par le duc de Brabant qui autorise la population maastrichtoise à élever des fortifications autour de la ville, probablement composé de remparts en terre avec une palissade en bois le tout entouré de douves. En 1204, le prince-évêque et son vassal, le comte de Looz, vont à Maastricht et détruisent le pont sur la Meuse et les nouvelles fortifications puis occupent la ville quelque temps avec leur armée.
Peu de temps après 1204, l'évêque de Liège et le comte de Loon se réconcilient avec le duc de Brabant et s'engagent à réparer le pont. En 1206, l'évêque Hugues de Pierrepont se réconcilie avec Philippe de Souabe. L'évêque accepte la participation du duc de Brabant dans la gestion de Maastricht, ce qui peut être considéré comme le début de la double seigneurie de Maastricht. En fait, cette situation existait déjà entre les évêques de Liège et les rois allemands. En tant que coseigneur de Maastricht et gardien de Saint-Servais, Henri Ier de Brabant  travailla intensément pour la ville. Auparavant, il avait promis sa fille de neuf ans Marie de Brabant en mariage au rival de Philippe de Souabe, Otton IV. En 1204, en raison du ralliement d'Henri Ier au camp des Hohenstaufen l'engagement fut reporté. Après la naissance du fils d'Henri Ier, Henri II de Brabant, en 1207, il a été convenu que celui serait marié avec la fille de Philippe, Marie de Souabe. En 1208, Philippe est assassiné et immédiatement Henri se réconcilie avec Otton. Le mariage entre ce dernier et Marie de Brabant est remis sur les rails.
Du 3 au 7 mai 1212, Liège et la Hesbaye sont mises à sac par les troupes du duc Henri Ier de Brabant qui a bénéficié de l'absence de la noblesse liégeoise. Les églises ont particulièrement subi les ravages des pillards brabançons. Le chapitre cathédral de Liège publie un règlement imposant à toutes les églises du diocèse de déposer leurs reliques et crucifix au sol pour dénoncer la honte de ces actes.
En 1213, le duc Henri Ier souhaita piller Liège à nouveau mais rebroussa chemin lorsqu'il vit les murailles imposantes que les Liégeois avaient érigées entretemps. Il est poursuivi par Hugues de Pierrepont et les milices liégeoises et battu lors de la sanglante bataille de Steps. À partir de ce moment, le comté de Moha est rattaché à la principauté de Liège (bien que le Brabant ne le reconnaisse qu'en 1227), tout comme un certain nombre de châteaux dans le comté de Looz. Le 2 février 1214 un accord de paix intervient entre Liège et le Brabant. Le 19 mai de cette année le mariage de l'empereur Otton IV et Marie de Brabant est célébré par l'évêque Hugues de Pierrepont dans l'église Saint-Servais. Mais deux mois plus tard, les Liégeois combattent du côté des Français contre Otto IV et le duc du Brabant (alliés aux Flamands et aux Anglais) lors de la bataille de Bouvines. Dans la même année, le pont sur la Meuse de Maastricht est à nouveau détruit par les Liégeois.

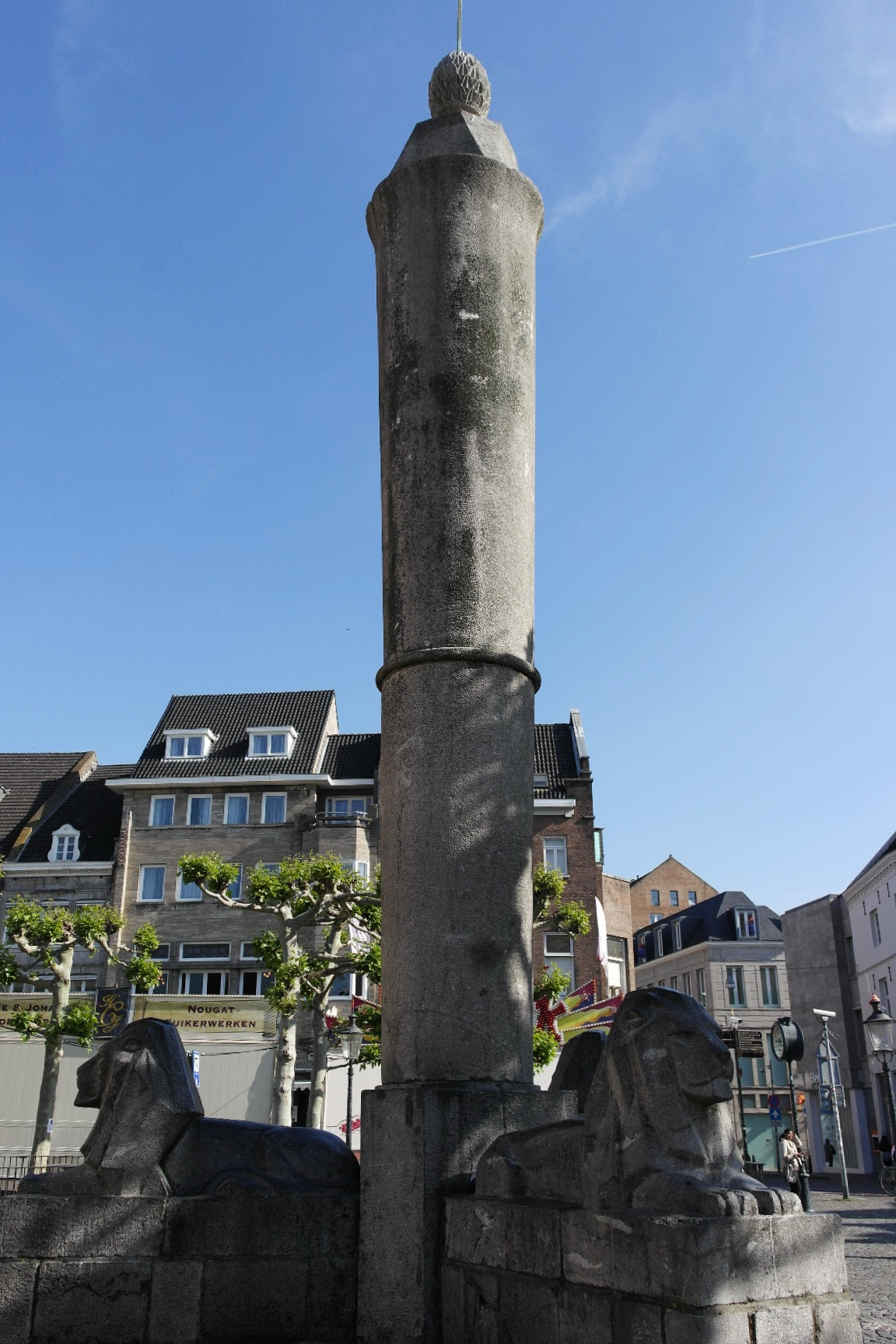
Le perron, symbole des libertés liégeoises à Maastricht

### Deuxième phase (1255-1276)
Entre 1255 et 1257, une lutte entre Liège et le Brabant éclate à nouveau. En 1255, Arnoul IV de Looz aide à soumettre des habitants de Liège, de Saint-Trond et de Huy qui se sont révoltés contre le prince-évêque Henri de Gueldre.
Après la mort de Henri III de Brabant en 1261, il apparaît dans les pays mosan un vide de pouvoir. En effet, son successeur Henri IV n'est âgé que de dix ans et est aussi mentalement déficient. Sa mère, Adélaïde de Bourgogne, assure la régence et convainc ce dernier d'abdiquer en mai 1267 en faveur de son frère Jean Ier, qui est alors lui aussi mineur. Le prince-évêque de Liège, Henri de Gueldre, profitant de la confusion dans le Brabant, cherche à récupérer son influence sur Malines en 1266 mais ce ne fut pas un succès. En 1267, il fit de même à Maastricht, où les évêques de Liège, depuis le siège raté de 1204, devait tolérer le partage du pouvoir avec les ducs de Brabant. Il y supprime la cosouveraineté et s'en proclama le seul souverain.
L'évêque de Liège craignait moins le duc de Brabant que son vassal Dirk II de Valkenburg. Henri de Gueldre eut le soutien de son frère, le comte Otton II de Gueldre. Ensemble, ils sont victorieux de la bataille de Maastricht malgré une opposition féroce de Dirk de Valkenburg. En renversant le thing brabançon et la potence, l'évêque prouve qu'il est désormais seul maître. Après deux ans, il dut cependant accepter le retour au pouvoir des ducs de Brabant à Maastricht car les citoyens de Liège et d'autres Bonnes Villes s'étaient retournés contre lui. En 1284, le statut de double seigneurie de Maastricht est inscrit dans un traité constitutionnel, l'Adle Caerte complété par la Doghter Caerte en 1356. Ce condominium Liège-Brabant perdura jusqu'en 1794, bien que les ducs de Bourgogne en 1430 puis les États généraux en 1632 succédèrent aux comtes de Brabant.

### Troisième phase (1291-1304)
En 1291 et 1295, de nouveaux combats opposent Liégeois et Brabançons. En 1296, la guerre des Awans et des Waroux éclate à Liège dont les combats ravagèrent la Hesbaye. Dans la même année, les citoyens liégeois de Maastricht se révoltent car ils se sentent victimes de discrimination de la part de l'écoutète brabançon et des échevins. Les Liégeois luttent contre les Brabançons mais en minorité ils furent contraints de prêter serment d'allégeance au duc de Brabant. En 1297, le prince-évêque Hugues de Chalon décida alors d'assiéger Maastricht. Henri de Luxembourg proposa une médiation, ce qui est accepté de part et d'autre. Il est alors décidé d'en revenir à la situation précédente réglementée par la charte de 1283 : l'évêque de Liège et le duc de Brabant sont coseigneurs. L'évêque de Liège est le seigneur de l'ancienne ville, c'est-à-dire de la paroisse Notre-Dame et du village de Sint-Pieter, patrimoine de Saint-Lambert. Le duc de Brabant est seigneur du reste de la ville et de Wyck. Ce traité, dont le texte exact est inconnu, a été considéré par les Liégeois habitant Maastricht comme une défaite.
En 1302, après la mort d'Adolphe de Waldeck, Thiébaut de Bar est élu prince-évêque de Liège. Ce Thiébaut , fils de Thiébaut II de Bar, comte de Bar, avait cinq frères, dont certains joueront un rôle dans le siège de Maastricht de 1303. Son frère aîné, Renaud de Bar est nommé par le pape évêque de Metz en 1302. La même année son frère aîné Henri III de Bar meurt et Renaud tuteur de son fils mineur, Édouard Ier de Bar. Alors que Thiébaut était encore à la cour du pape à Rome, le conflit avec le Brabant s'engage à nouveau. Le chapitre de Saint-Lambert demande alors au frère de l'évêque, Jean de Bar, seigneur de Puisaye (Bourgogne), d'agir en tant que chef. Avec son frère Pierre de Bar, seigneur de Pierrefort, il se rend alors à Maastricht et en mai 1303 les troupes liégeoises encerclent Wyck. Dès qu'il en a connaissance, le duc de Brabant Jean II envoie un certain nombre de chevaliers, dont Henri de Cuyk et son fils Albert de Cuijk. Après que Pierre de Bar ait été fait prisonnier par les vassaux du duc de Brabant, Jean de Bar abandonna le siège.
La guerre entre Liège et le Brabant se déplace dans la Hesbaye où plusieurs villages près de Hollogne-sur-Geer sont incendiés.

### La quatrième phase (1331-1357)

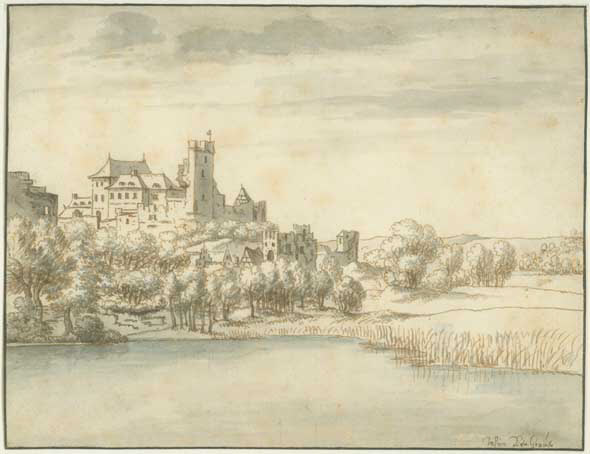
Le château de Fauquemont avant sa destruction en 1672

Le début de cette période est caractérisé par la guerre des Awans et des Waroux, la guerre civile entre deux clans liégeois et également par le conflit prolongé avec le Brabant. La guerre entre Liège et le Brabant n'est pas permanente dans le XIVe siècle, comme en témoigne le fait que, dans l'été de 1327, à la demande de la population de Maastricht, ont marché ensemble contre le seigneur de Valkenburg, Reinoud van Valkenburg. Fauquemont est battu à la bataille de IJzeren par les troupes de Maastricht-Liège-Brabant et le château de Fauquemont est occupé pendant les années qui suivirent. Ce n'est qu'en 1334 que les seigneurs de Valkenburg regagnèrent leurs possessions. Cependant, les ducs de Brabant continuèrent à se battre pour la possession du comté de Fauquemont que le duc Wenceslas réussit à acquérir en 1364.
En 1331, les relations entre Adolphe de La Marck et Jean III de Brabant sont pacifiques. Ce dernier s'empara cette année d'une somme d'argent du trésor de Saint-Servais. L'évêque de Liège frappe alors le chapitre de Saint-Servais d'interdiction. Dans la période 1332-1334 éclate un nouveau conflit entre le Brabant et les pays voisins. La seigneurie de Malines est traditionnellement considérée comme un fief de Liège bien qu'en pratique elle est gouvernée par la Maison Berthout contre la volonté des princes-évêques de Liège. Les ducs de Brabant essayèrent d'accaparer l'enclave liégeoise mais Adolphe de La Marck vend la seigneurie en 1333 au comte de Flandre, Louis de Nevers au grand dam des Brabançons. En plus de Liège, Gueldre, Juliers, Cologne, Luxembourg, Namur, la Hollande et le Hainaut s'opposent aussi au Brabant. Le château Rouge, de la seigneurie de Rolduc possédé par le Brabant depuis la bataille de Worringen (1288) est occupé le 11 mars 1334 par les armées alliées commandées par comte Gerard VII de Juliers.
Alors que les troupes liégeoises et alliées attendaient les Brabançons au pont sur la Meuse à Visé, les troupes brabançonnes traversent le pont Saint-Servais de Maastricht vers Rolduc. Adolphe de La Marck en tant que coseigneur de Maastricht fut très en colère du fait que les habitants aient permis le libre passage à l'ennemi brabançon. Avec une importante troupe, il assiège Maastricht en 1334. Ce siège n'est levé qu'après le paiement d'une somme d'argent,.
En 1335, la Paix des Lignages met fin à la guerre civile entre les Awans et Waroux. La guerre entre Liège et le Brabant se poursuit en 1337. En 1347, les Bonnes Villes liégeoises se rallient Brabant contre leur évêque, car celui-ci avait limité leurs privilèges. Dans la guerre de succession de Brabant (1355-1357), Liège est du côté des adversaires du Brabant.

### Cinquième phase (1375-1378)
La dernière étape de la guerre entre Liège et le Brabant se passe en 1377-1378, c'est la quatorzième bataille entre les deux pays depuis 1204. La raison de ce conflit est le refus de Venceslas Ier de Luxembourg, cogérant du Brabant, avec sa femme Jeanne de Brabant, de dédommager les citoyens de Saint-Trond pour leur soutien au Brabant. En 1375, Saint-Trond attaque l'escorte du duc Venceslas qui était en chemin vers Hasselt et capture une douzaine de Brabançons. Venceslas capture alors dix citoyens de Saint-Trond et assiège le château de Binderveld. Les États de Brabant réussirent à faire négocier les deux parties, ce qui aboutit à un traité en juin 1376 qui fut désavantageux pour Saint-Trond. Le non-respect de ces obligations et l'appel aux Liégeois entraîna, deux plus tard, une nouvelle lutte entre Liège et le Brabant.
Le 1er juillet 1378, le prince-évêque de Liège Jean d'Arckel décède, le pape Urbain VI nomme alors l'évêque d'Utrecht, Arnould de Hornes évêque de Liège. Le chapitre cathédral de Liège avait cependant nommé un autre candidat, Eustache de Rochefort qui immédiatement appela à l'aide le duc Venceslas. Les Liégeois lancent l'attaque à Landen en août 1378. Il n'y eut pas de confrontations directes mais des pillages et destructions comme celle du château de Pietersheim. Le 13 décembre 1378, grâce à la médiation du comte de Flandre, un armistice est signé à Booienhoven (Léau) : la trêve de Booienhoven. Après des négociations menées encore par Louis de Male, le Brabant accepte les conditions de paix le 17 juin 1379.

## Conclusion
Au cours de ces deux siècles d'affrontement entre Liège et le Brabant, les deux puissances ont pu acquérir des territoires clés. Cependant, le Brabant est considéré à la fin de ce conflit comme la principale puissance régionale du pays mosan. Cette domination ne dura pas. En 1430 le Brabant est englouti dans le duché de Bourgogne en pleine extension. Alors que le Brabant, avec le reste des Pays-Bas méridionaux, a été emporté dans la révolte contre Philippe II d'Espagne, la principauté de Liège resta un pays neutre et indépendant jusqu'en 1794 dans le Saint-Empire romain germanique.